# 蝦黃赤蜻
蝦黃赤蜻（學名：Sympetrum flaveolum），又名黃翅赤蜻，是分佈在歐洲及中國中及北部的蜻蜓。它們只在死水中繁殖，尤其是在泥煤沼。它們雖然並非住在英國，但有些有時會遷徙至此。於1906年、1926年、1945年、1953年及1995年都有一些群落在英國出現，但在出現後幾年都先後消失。
雄性蝦黃赤蜻的身體紅色，雄性及雌性翅膀的基底都有大量番紅花黃色，後翅最為明顯。其他赤蜻屬的翅膀也有這種橙黃色，但卻不如它們般廣泛。
蝦黃赤蜻往往會出沒於厚叢林中。它們傾向會短飛一會，後來長時間留在植被上。
在南歐，蝦黃赤蜻若蟲棲息在高海拔有水生植物的湖泊。這種環境的溫度及植物很易受氣候轉變的影響。它們作為掠食者在高海拔湖泊的食物網佔有重要的地位，其消失影響著該地區的生態。